# Bellincinia
Bellincinia là một chi rêu trong họ Porellaceae.